# Allison Dunbar
Pour les articles homonymes, voir Dunbar (homonymie).
Allison Dunbar est une actrice américaine.

## Biographie
Allison Dunbar a été mariée à Sean O'Donnell de juin 2001 à 2004, défenseur des Bruins de Boston, rencontré alors qu'il jouait pour les Kings de Los Angeles. Ils ont ensuite divorcé.
Elle est mariée à Ron Perlman depuis juin 2022.

## Filmographie

### Cinéma
- 1999 : Time of Her Time
- 1999 : Sexe attitudes (Body Shots) : fille #3
- 2000 : Falcon Down : Connie Eldridge
- 2000 : Le Couvent (The Convent) : Davina
- 2000 : Daybreak, le métro de la mort (Daybreak) : Reporter
- 2004 : Arc : Kathy Prentiss

- 2020 : Film Fest de Marshall Cook : Kim Lincoln
- 2023 : Qui a tué Maggie Moore(s) ? (Maggie Moore(s)) de John Slattery : Stephanie

### Télévision
- 1994 : New York, police judiciaire (Law & Order) épisode Doubles : Allison Marissa Hall
- 1996 : Wings (épisode Single and Hating It) : serveuse
- 1997 : Cybill (épisode In Her Dreams) : femme #1
- 1997 : Les Dessous de Palm Beach (Silk Stalkings) (épisode Callme@murder.com) : Patti Prescott/SweetPea
- 1997 : Mike Hammer, Private Eye (épisode False Truths) : Sharon Diamond
- 1997 : Pacific Blue (épisode Avenging Angel) : Jillian Ashford
- 1998 : Diagnostic : Meurtre (Diagnosis Murder, autre titre : Mort suspecte) (épisode Retribution: Part 1) : Spring Dano
- 1998 : Becker (épisode Sex in the Inner City)
- 2000 : Strip Mall : Hedda Hummer (22 épisodes, 2000-2001)
- 2001 : Les Experts (CSI: Crime Scene Investigation) (épisode Table Stakes) : Rachel Carson
- 2004 : Les Soprano (The Sopranos) :
  - épisode Two Tonys : Nicole Lupertazzi
  - épisode Marco Polo : Nicole Lupertazzi
  - épisode Unidentified Black Males : Nicole Lupertazzi
- 2004 : Film Fakers :
  - épisode Croc Park (27 octobre 2004) : actrice
  - épisode The Big Bang (3 novembre 2004) : personnel cinéma
  - épisode The Committed (17 novembre 2004) : actrice
  - épisode The Mukashi Code (18 novembre 2004) : personnel
  - épisode Song Island (19 novembre 2004) : personnel
  - épisode Holly Holiday (8 décembre 2004) : actrice
- 2005 : The Inside : Dans la tête des tueurs (The Inside) (épisode Old Wounds) : Paige Fuller
- 2005 : Barbershop :
  - épisode The Politics of Money : Missy Starlight
  - épisode Crimes of the Heart : Missy Starlight
- 2005 : Esprits criminels (Criminal Minds) (épisode (1-07) : Une affaire de famille (The Fox)) : Allison Crawford
- 2006 : Bones (épisode The Titan on the Tracks) : Brianna Lynch
- 2006 : Cold Case : Affaires classées (Cold Case) (épisode 4-7 The Key) : Alison Huxley
- 2007 : Shark (épisode Backfire) : Maria Correlli
- 2007 : Anna Nicole Smith : destin tragique de Keoni Waxman : Cassie
- 2013 - 2014 : Quick Draw (série télévisée) : Honey Shaw
- 2014 : The Mentalist (série télévisée : épisode Épisode 5 : Encore chaud) : Judy Lomax
- 2018 : StartUp, série télévisée de Ben Ketai (six épisodes) : Kelly